# 의정부어린이도서관
의정부어린이도서관은 경기도 의정부시 소재의 도서관이다.
지금은 리모델링을 해서 의정부영어도서관으로 바뀌었다.(휴관일: 매주 월요일, 법정공휴일)

## 연혁
- 2007년 5월 4일 개관.

## 이용 안내
이용 시간
- 매일 09:00 ~ 18:00

휴관일
- 매주 금요일
- 법정 공휴일
- 임시 휴관일: 기타 특수한 사정으로 도서관 개관이 어려운 경우